# ولادیمیر ورونین
ولادیمیر ورونین (روسی: Влади́мир Никола́евич Воро́нин؛ زادهٔ ۲۵ مهٔ ۱۹۴۱) یک سیاست‌مدار اهل مولداوی است. وی بین سال‌های ۲۰۰۱ تا ۲۰۰۷ میلادی سومین رئیس‌جمهور مولداوی بود. وی نخستین رهبر حزب کمونیستی در اروپا بود که پس از فروپاشی بلوک شرق به صورت دموکراتیک برگزیده شد.